# Jakob Hamburger
Hartog Jakob Hamburger (Alkmaar, 9 marzo 1859 – Groningen, 4 gennaio 1924) è stato un fisiologo olandese.
Studiò, nel 1892, quello che oggi è definito come "Effetto Hamburger", processo con il quale le molecole di anidride carbonica prodotte al livello dei capillari tissutali vengono esalate al livello degli alveoli polmonari. In particolare il processo consiste nel movimento di ioni cloruro e bicarbonato attraverso la parete dei globuli rossi.

## Biografia
Hartog Jacob Hamburger nacque il 9 marzo 1859 ad Alkmaar da Davide Hamburger e Rebeka Nias Hamburger. Conseguì il diploma di scuola secondaria nella sua città natale nel 1877, ove non studiò il latino. Dato ciò non gli fu permesso di accedere ai corsi universitari prima di aver conseguito un certificato mediante la frequenza di un corso di durata biennale.
Studiò chimica all'università di Utrecht dal 1879 al 1883, anno in cui si laureò con una tesi intitolata: La determinazione quantitativa di urea nelle urine.
Dopo la laurea in chimica lavorò presso lo studio del professor Franciscus Donders; in questo periodo frequentò i corsi di medicina e si laureò nel 1888, ricevendo, però, la licenza medica solo nel 1889. Nello stesso anno sposò Regina Cohen Gosschalk, da cui ebbe in seguito un figlio e una figlia.
Nel 1888, anno in cui discusse la sua tesi medica, divenne professore in fisiologia ed istologia patologica generale e microscopia pratica presso la Scuola Rijksveeartsenijkundige (una scuola veterinaria) ad Utrecht come successore del professor Hendrik Zwaardemaker.
Già nel 1883 aveva ipotizzato che il fenomeno dell'osmosi cellulare presente nelle cellule vegetali fosse presente anche in quelle dei mammiferi. Hamburger sosteneva che i processi chimico-fisici fossero di grande rilevanza nella fisiologia umana.
Egli studiò l'origine della Linfa, il riassorbimento nel tratto intestinale, l'effetto della respirazione sulla dimensione dei globuli rossi (in particolare delle emazie) ed, inoltre, fu il primo in assoluto a descrivere il fenomeno del "turno degli ioni" nel sangue venoso, definendo così l'effetto Hamburger.
Nel 1901 accettò l'incarico di professore di fisiologia ed istologia presso l'università di Groninga, succedendo a Jan Huizinga. Fu qui che, il 28 settembre, presentò i suoi studi in una tesi intitolata La chimica-fisica ed il suo ruolo nelle scienze mediche.
Tenne diversi congressi e conferenze presso la suddetta università ed arrivò, nel 1914, a diventarne rettore.
Si impegnò politicamente per fare in modo che tutti i diplomati della scuola secondaria potessero accedere agli studi universitari pur senza aver studiato la lingua latina.
Hamburger fu un insegnante entusiasta che riuscì sempre a suscitare interesse nei suoi alunni attraverso le sue lezioni; dagli studenti fu descritto come una persona estremamente gentile e sempre disposta a dispensare consigli e che riuscì ad avere una grande influenza su di loro.
Alla morte di Jacob Hamburger, avvenuta nel 1924, la sua cattedra fu assegnata a Frederik Jacobus Johannes Buytendijk.